# Synagoge (Ulrichstein)

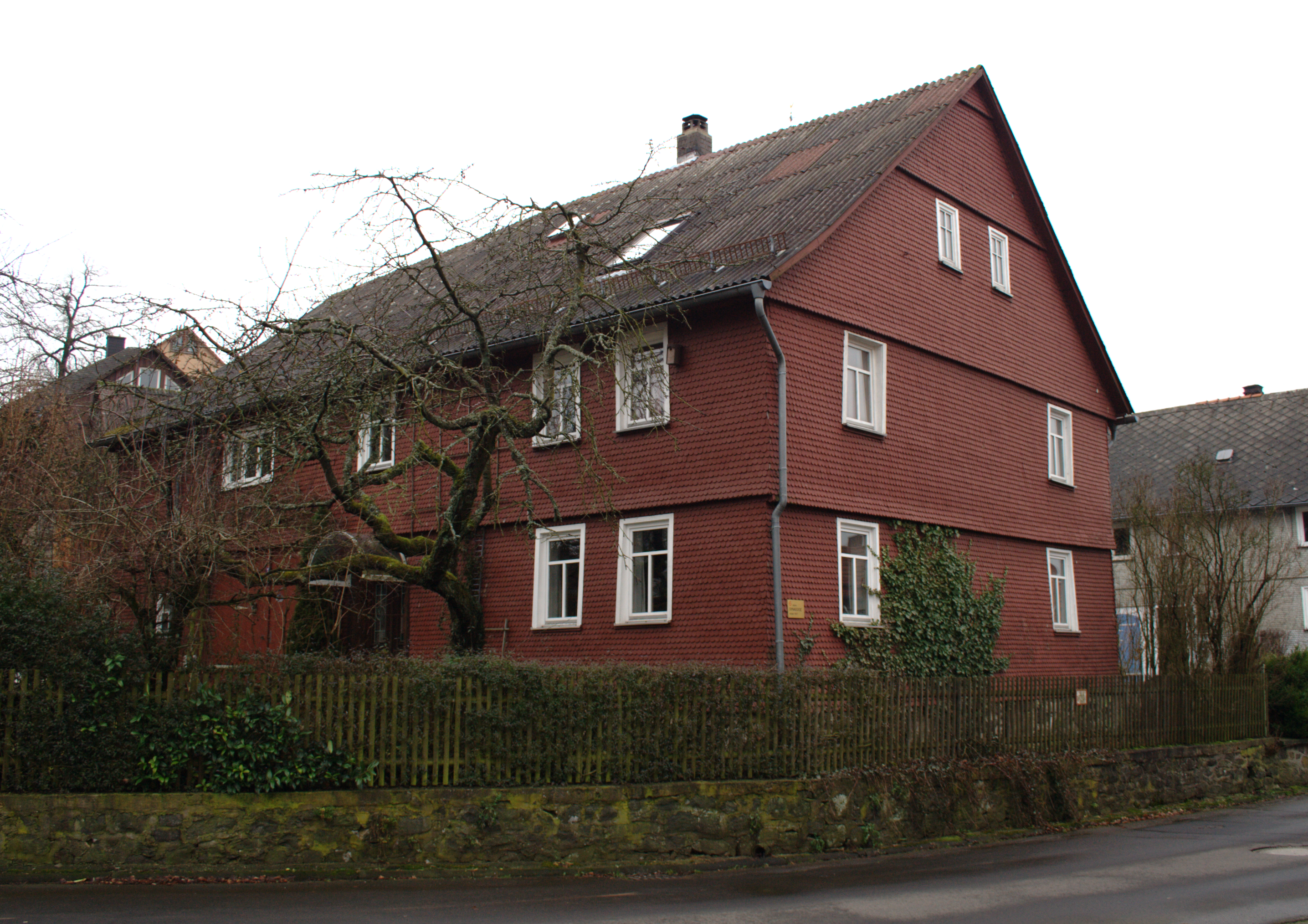
Ehemalige Synagoge in Ulrichstein

Die Synagoge in Ulrichstein, einer Kleinstadt im mittelhessischen Vogelsbergkreis, wurde in den 1860er Jahren in einem 1847 erbauten Bauernhaus eingerichtet. Die profanierte Synagoge an der Herrengartenstraße 7 (ehemalige Untergasse) ist ein geschütztes Kulturdenkmal.

## Geschichte und Beschreibung
Im Bereich des heutigen großen Scheunentors war der Zugang für die Männer in den nach Osten ausgerichteten Betsaal mit einer Frauenempore. Zur Empore führte ein Treppenaufgang im Eingangsflur. An der Westseite des Gebäudes war ein Schulraum und darüber die Lehrerwohnung. 
1893 wurde eine größere Renovierung des Gebäudes vorgenommen: Es wurden die Türen und Fenster erneuert, die Wände ausgebessert und gestrichen und neue Bänke angefertigt. 
Am 12. September 1938 wurde das Synagogengebäude im Zusammenhang mit der Auflösung der jüdischen Gemeinde verkauft. 
Nach 1945 wurde das Synagogengebäude zu einem Wohnhaus mit Scheune umgebaut. Anfang der 1980er Jahre wurde im Gebäude eine Steintafel mit dem Namen der im Ersten Weltkrieg gefallenen jüdischen Soldaten der Gemeinde gefunden. 

## Gedenken
Am Gebäude befinden sich eine kleinere und eine größere Gedenktafel mit Hinweisen auf die ehemalige Synagoge.